# Jules Favre (polityk)
Jules Favre (ur. 21 marca 1809 w Lyonie, zm. 20 stycznia 1880) – francuski polityk.

## Życiorys
Z początku był zwolennikiem monarchii lipcowej, potem stanął po stronie opozycji wobec króla Francuzów Ludwika Filipa. Po rewolucji lutowej był jednym z liderów rządu tymczasowego. Podczas panowania cesarza Napoleona III przewodził opozycji konstytucyjnej. W 1858 stanął po stronie Felice Orsiniego, włoskiego działacza niepodległościowego, sprawcy nieudanego zamachu na cesarza. Pod koniec wojny francusko-pruskiej Favre był przez jakiś czas ministrem spraw zagranicznych w rządzie tymczasowym (1871). Brał udział w negocjacjach z Niemcami, ale był zmuszony ustąpić ze swojego stanowiska, ponieważ negocjacje nie przyniosły rezultatów i Niemcy nałożyły na przegraną Francję bardzo duże ograniczenia oraz kontrybucję w wysokości 5 mld franków.